# فردين حكيمي
فردين حكيمي (5 سبتمبر 1995 في أفغانستان - ) هو لاعب كرة قدم أفغاني في مركز الوسط. شارك مع منتخب أفغانستان لكرة القدم. أما مع النوادي، فقد لعب مع نادي شاهين أسمايي ونادي عقابان هندوكش.

## روابط خارجية
- فردين حكيمي على موقع قاعدة بيانات كرة القدم.إي يو (الإنجليزية)
- فردين حكيمي على موقع ناشيونال فوتبول تيمز (الإنجليزية)
- فردين حكيمي على موقع Soccerway.com (الإنجليزية)